# Addyston
Addyston – wieś w USA, w stanie Ohio, w hrabstwie Hamilton.
Liczba mieszkańców w 2010 roku wynosiła 938.